# Koninginneweg 1
Koninginneweg 1 is een gebouw in de wijk Oud-Zuid in Amsterdam, dat in de loop der tijd is uitgebreid. Het ligt aan de Van Eeghenstraat en de Koninginneweg, naast de toegang van het Vondelpark aan die straat.
De eerste steen werd gelegd in september 1896 door een kleindochter van de voorzitter van de Luthersche Diaconessenvereeniging J.G. Sillem, ook werd toen een marmeren gedenkplaat geplaatst. Op 17 mei 1898 werd het gebouw ingewijd/in gebruik genomen. Architect was Carel Frederik Bögeholtz. Van toen tot 1986 was de Lutherse Diaconessen Inrichting gevestigd, een protestants ziekenhuis, met lutherse diaconessen.
Van 1989 tot 2002 was in de vleugel aan de Koninginneweg het stadsdeelkantoor gevestigd van het Amsterdamse stadsdeel Zuid, daarna, tot 2010, een van de twee stadsdeelkantoren van Oud-Zuid.